# Gröstl
Le Gröstl ['grœʃtəl] (terme allemand dérivé de rösten, rissoler) est un plat traditionnel de la région du Tyrol en Autriche et du Trentin-Haut-Adige en Italie.
Dans sa version la plus simple, ce sont des pommes de terre rissolées (Röstkartoffeln), pommes de terre d'abord bouillies puis passées à la poêle avec des oignons revenus dans du beurre, auxquelles on ajoute des restes de viande de porc haché et assaisonnées de sel, poivre, basilic, cumin et persil.
Ce plat est souvent servi avec un œuf au plat posé sur la préparation et accompagné de chou et d'une salade de laitue ou de betteraves.
Le fait que la recette utilise des restes de viande est particulièrement important dans les restaurants car ils peuvent utiliser différents types de viandes.
Il existe diverses variantes de la recette, comme le Wurstgröstl, l'Herrengröstl ou Innsbrucker Gröstl (par opposition à la précédente, appelée Tiroler Gröstl), qui sont préparées avec du bœuf. Certaines versions de la recette, plus élaborées, font appel à de la viande fraîche au lieu de restes et à la cuisson au four.